# Daisuke Sakai
Daisuke Sakai (坂井 大将?, Sakai Daisuke; Nagasaki, 18 gennaio 1997) è un calciatore giapponese, centrocampista del PSM Makassar.

## Caratteristiche tecniche
È un centrocampista centrale.

## Carriera

### Club
Cresciuto nel settore giovanile dell'Oita Trinita, ha esordito in prima squadra il 31 maggio 2015 in occasione del match di J2 League perso 2-1 contro il Giravanz Kitakyushu.

### Nazionale
Con la nazionale Under-20 giapponese ha preso parte al Mondiale di categoria del 2017.

## Statistiche

### Cronologia presenze in nazionale
| Cronologia completa delle presenze e delle reti in nazionale ― Giappone under 23 | Cronologia completa delle presenze e delle reti in nazionale ― Giappone under 23 | Cronologia completa delle presenze e delle reti in nazionale ― Giappone under 23 | Cronologia completa delle presenze e delle reti in nazionale ― Giappone under 23 | Cronologia completa delle presenze e delle reti in nazionale ― Giappone under 23 | Cronologia completa delle presenze e delle reti in nazionale ― Giappone under 23 | Cronologia completa delle presenze e delle reti in nazionale ― Giappone under 23 | Cronologia completa delle presenze e delle reti in nazionale ― Giappone under 23 |
| Data                                                                             | Città                                                                            | In casa                                                                          | Risultato                                                                        | Ospiti                                                                           | Competizione                                                                     | Reti                                                                             | Note                                                                             |
| -------------------------------------------------------------------------------- | -------------------------------------------------------------------------------- | -------------------------------------------------------------------------------- | -------------------------------------------------------------------------------- | -------------------------------------------------------------------------------- | -------------------------------------------------------------------------------- | -------------------------------------------------------------------------------- | -------------------------------------------------------------------------------- |
| 21-3-2018                                                                        | Asunción                                                                         | Cile under 23                                                                    | 2 – 0                                                                            | Giappone under 23                                                                | Amichevole                                                                       | -                                                                                | 55’                                                                              |
| 23-3-2018                                                                        | Asunción                                                                         | Venezuela under 23                                                               | 3 – 3 (1 – 4 dtr)                                                                | Giappone under 23                                                                | Amichevole                                                                       | -                                                                                |                                                                                  |
| 25-3-2018                                                                        | Asunción                                                                         | Paraguay under 23                                                                | 2 – 1                                                                            | Giappone under 23                                                                | Amichevole                                                                       | -                                                                                | 61’                                                                              |
| Totale                                                                           |                                                                                  | Presenze                                                                         | 3                                                                                |                                                                                  | Reti                                                                             | 0                                                                                |                                                                                  |